# Дрімайлівка
Дрімайлівка — село в Україні, у Куликівській селищній громаді Чернігівського району Чернігівської області. Населення становить 543 осіб. До 2017 орган місцевого самоврядування — Дрімайлівська сільська рада.

## Історія
Попри офіційний рік заснування 1762, село (не деревня, тому вже був свій храм) Дремаловка є в переписній книзі 1666 року, де згадано поіменно 23 селян та 1 вдову. У Генеральному слідстві Ніжинського полку 1729—1730 років є село Дримайловка та згадано осіб, що ним володіли до того часу. За деякими даними село в часи Гетьмана Івана Мазепи належало Пилипу Орлику.
12 червня 2020 року, відповідно до розпорядження Кабінету Міністрів України № 730-р «Про визначення адміністративних центрів та затвердження територій територіальних громад Чернігівської області», село увійшло до складу Куликівської селищної громади.
19 липня 2020 року, в результаті адміністративно-територіальної реформи та ліквідації Куликівського району, село увійшло до складу Чернігівського району

## Населення

### Мова
Розподіл населення за рідною мовою за даними перепису 2001 року:
| Мова       | Кількість | Відсоток |
| ---------- | --------- | -------- |
| українська | 840       | 98.59%   |
| російська  | 11        | 1.29%    |
| білоруська | 1         | 0.12%    |
| Усього     | 852       | 100%     |

.

## Транспорт

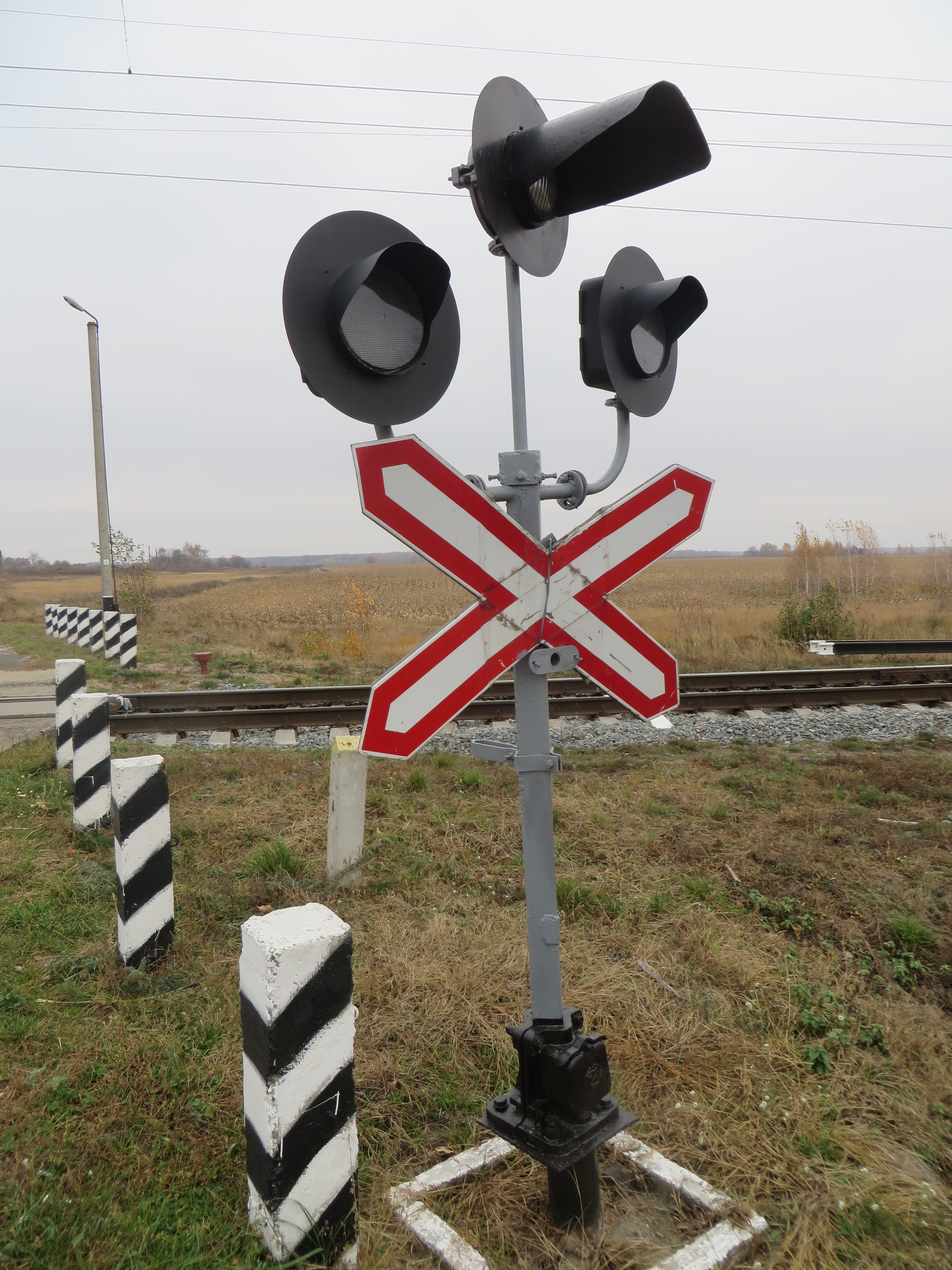
Семафор біля початку села зі сторони села Будище.
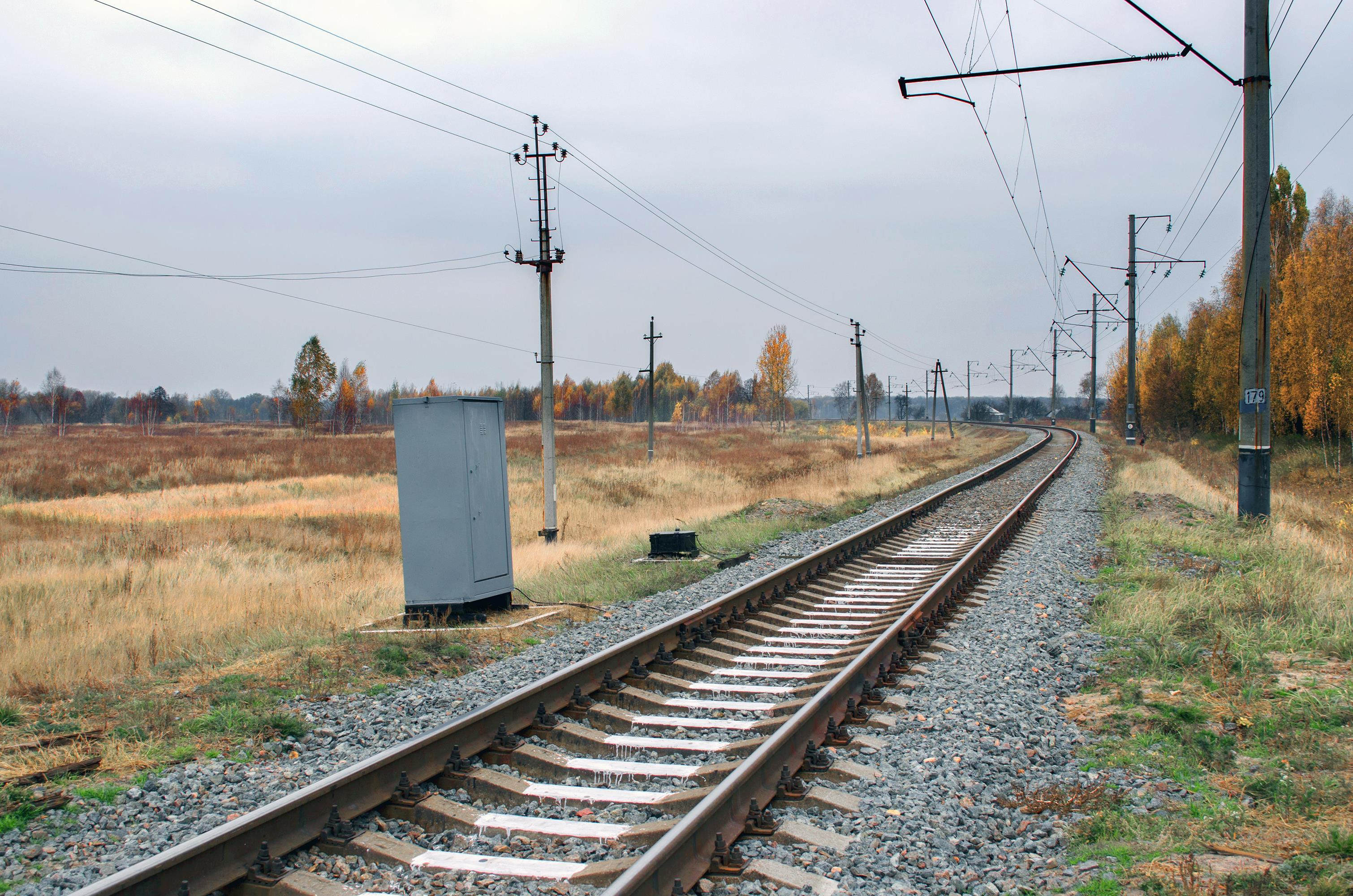
Залізнична колія біля села
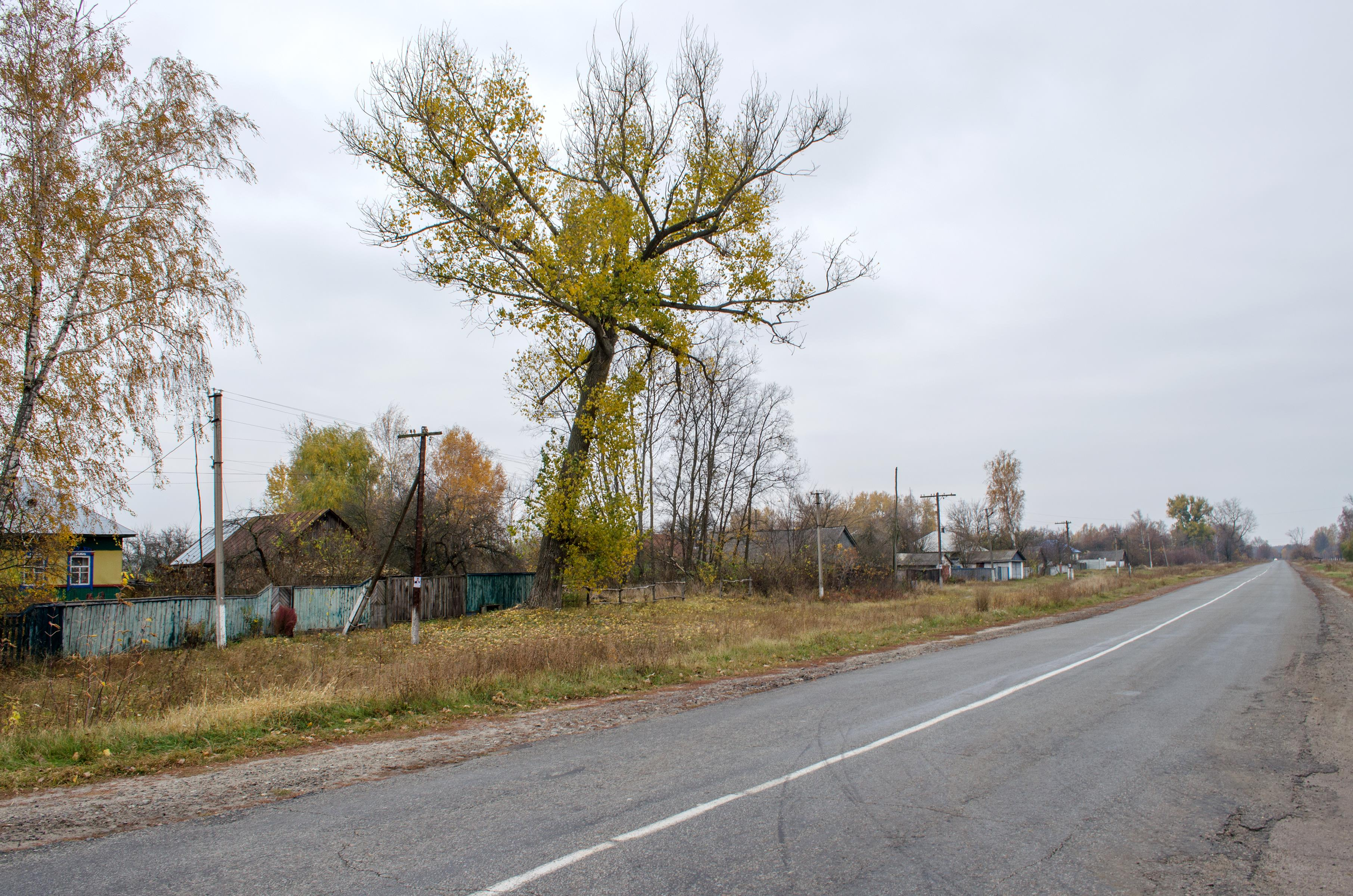
Автошлях Чернігів-Ніжин-Київ

Через східну частину села проходить залізниця. Там розташований однойменний зупинний пункт, де зупиняються електрички.
Через село (через центр села) проходить автошлях Чернігів-Ніжин-Київ (Автошлях Р 67).

## Відомі люди
У Дрімайлівці народились:
- Український математик член-кореспондент НАН України Ядренко Михайло Йосипович.
- Військовий 95-ї бригади Сергій Сергійович Парубець (10.02.1995-18.01.2015), загинув в АТО 18.01.2015 р.

## Галерея

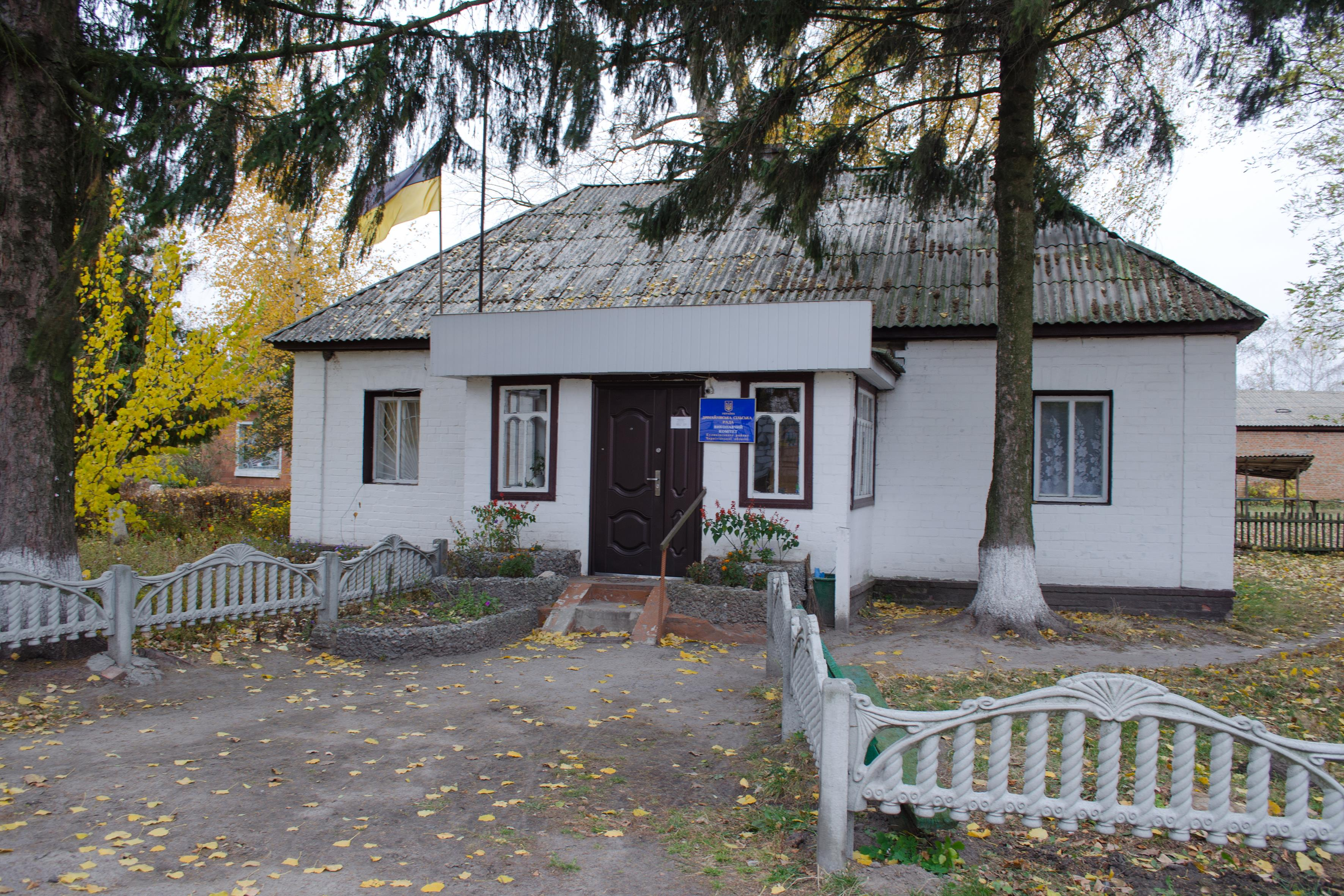
Сільська рада
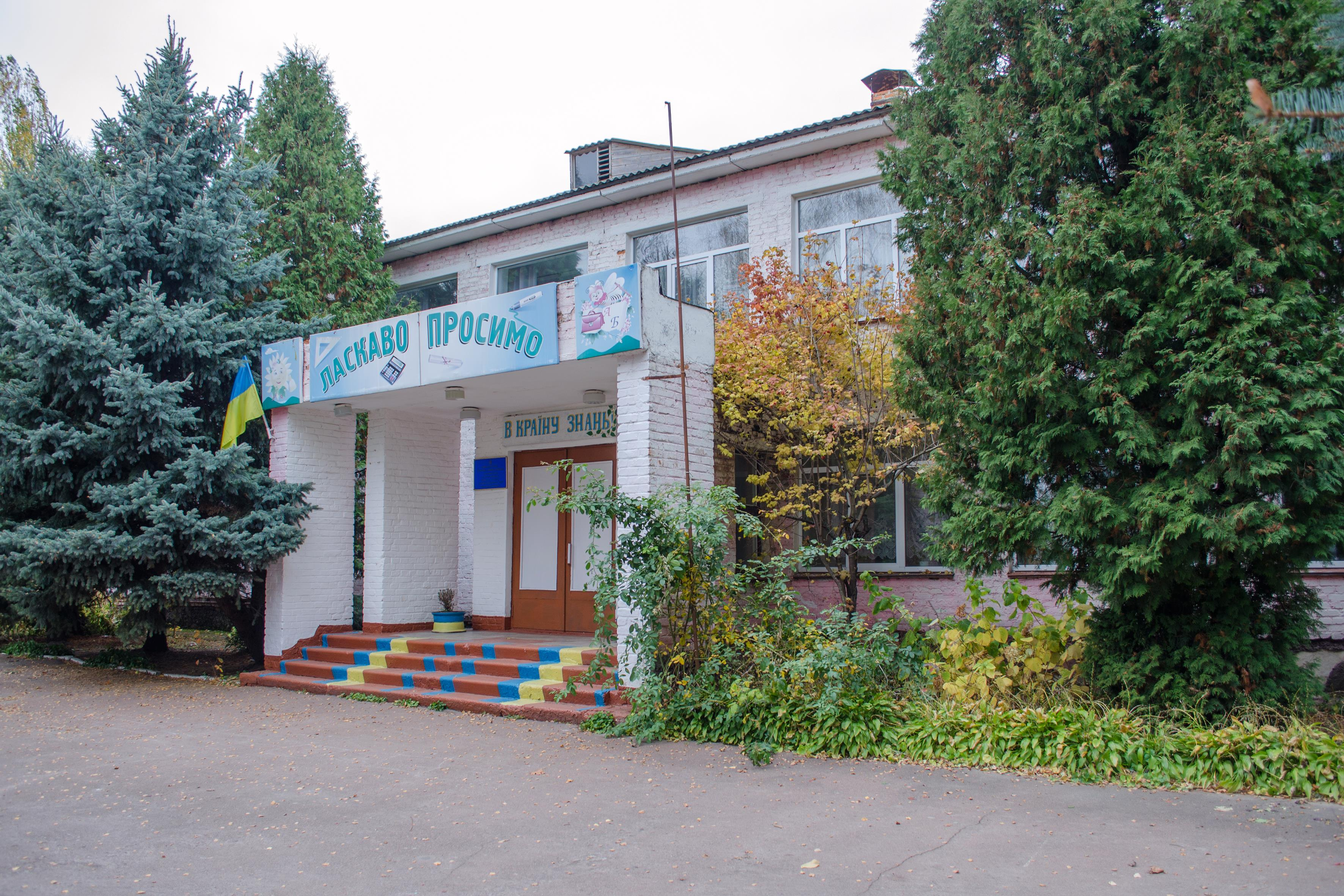
Школа
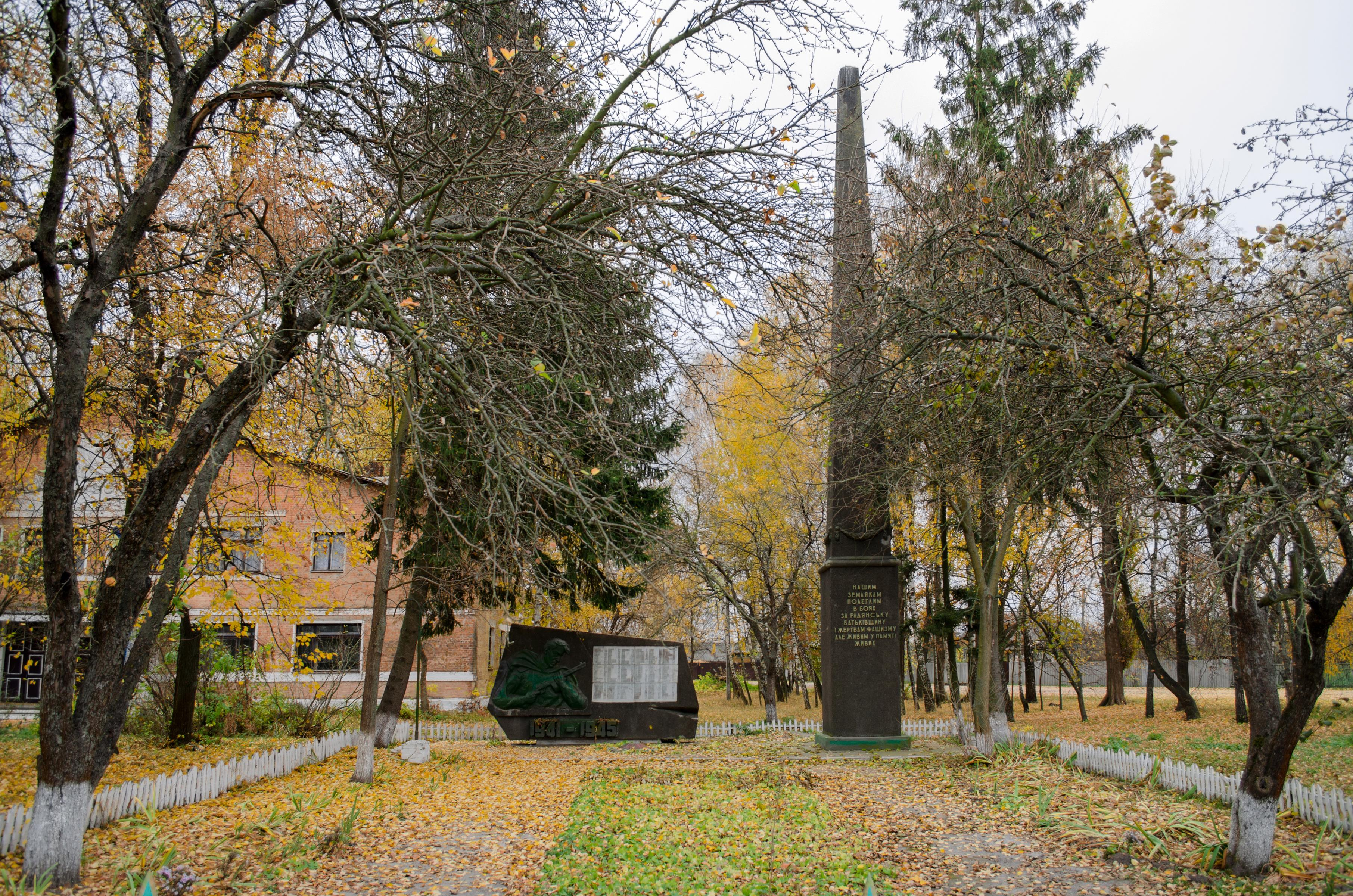
Пам’ятний знак воїнам-односельчанам
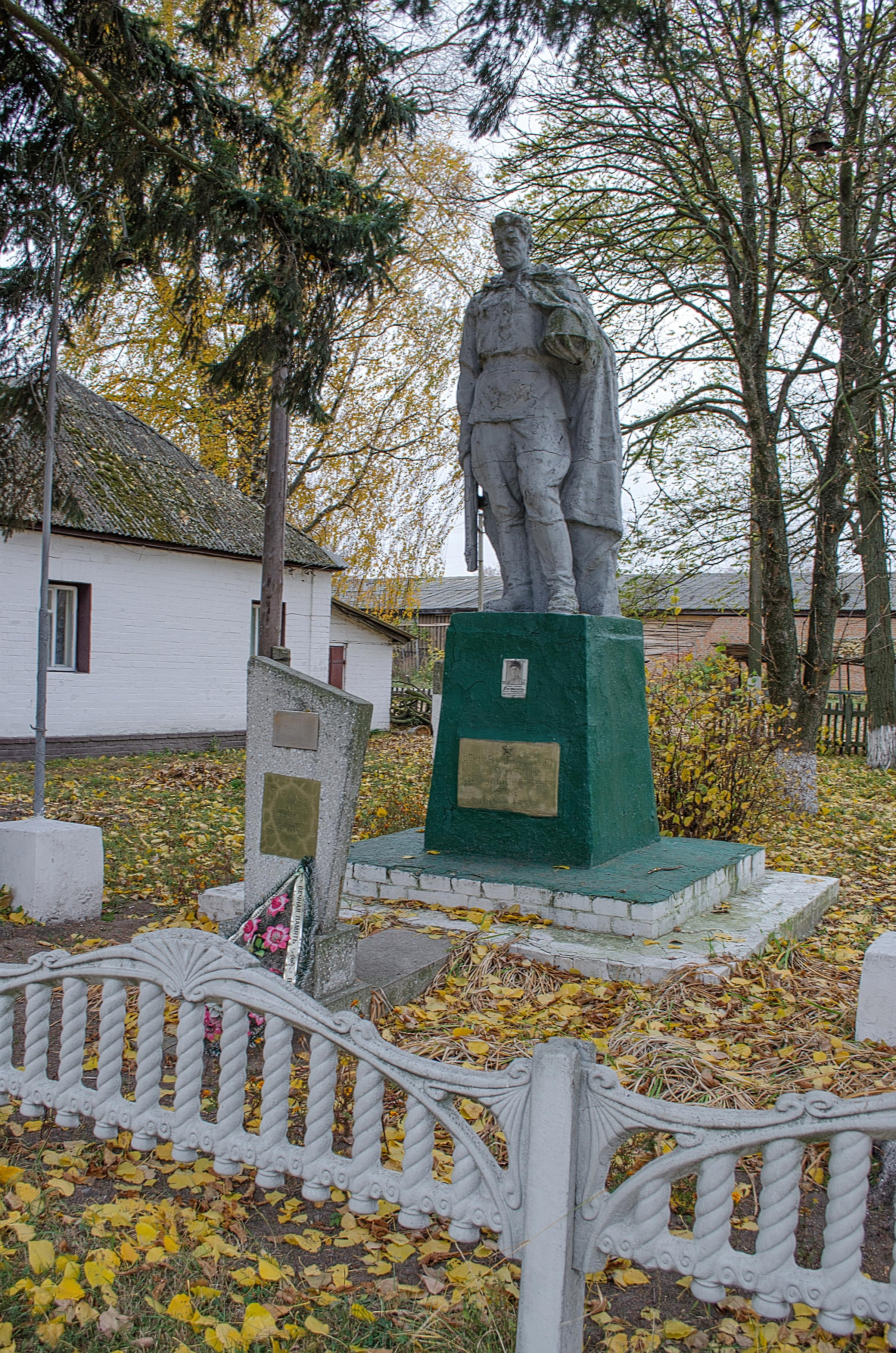
Братська могила
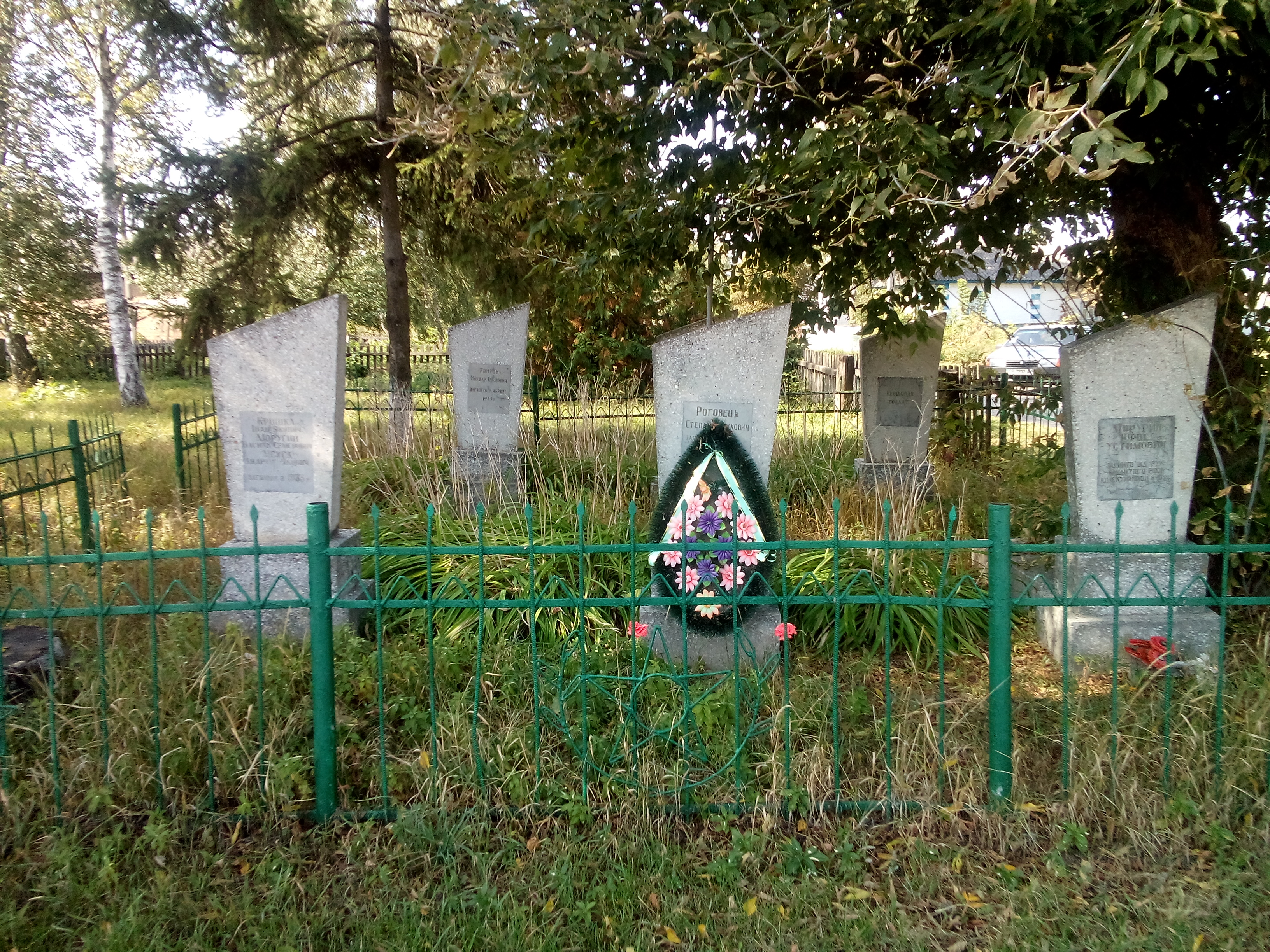
Група могил
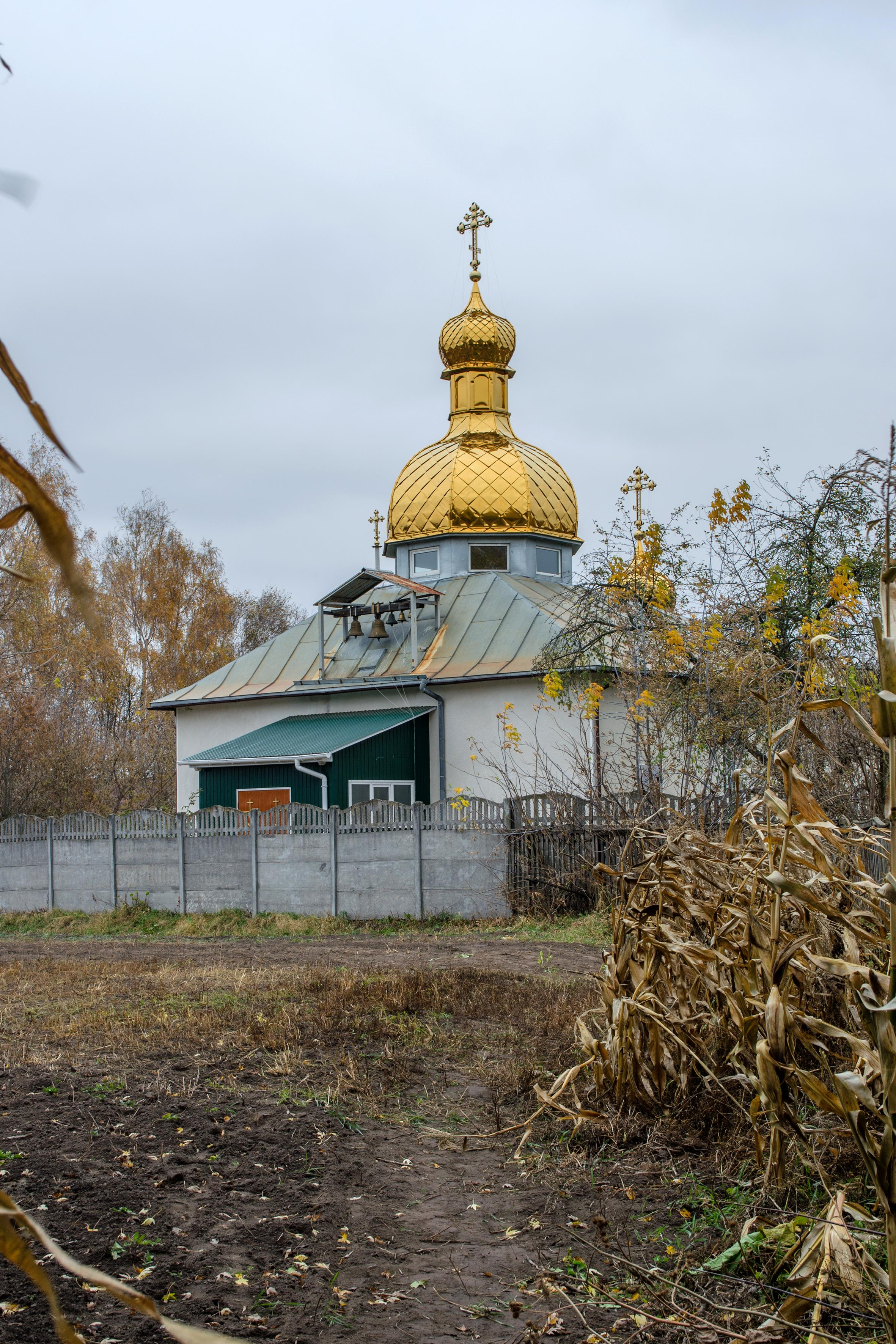
Церква
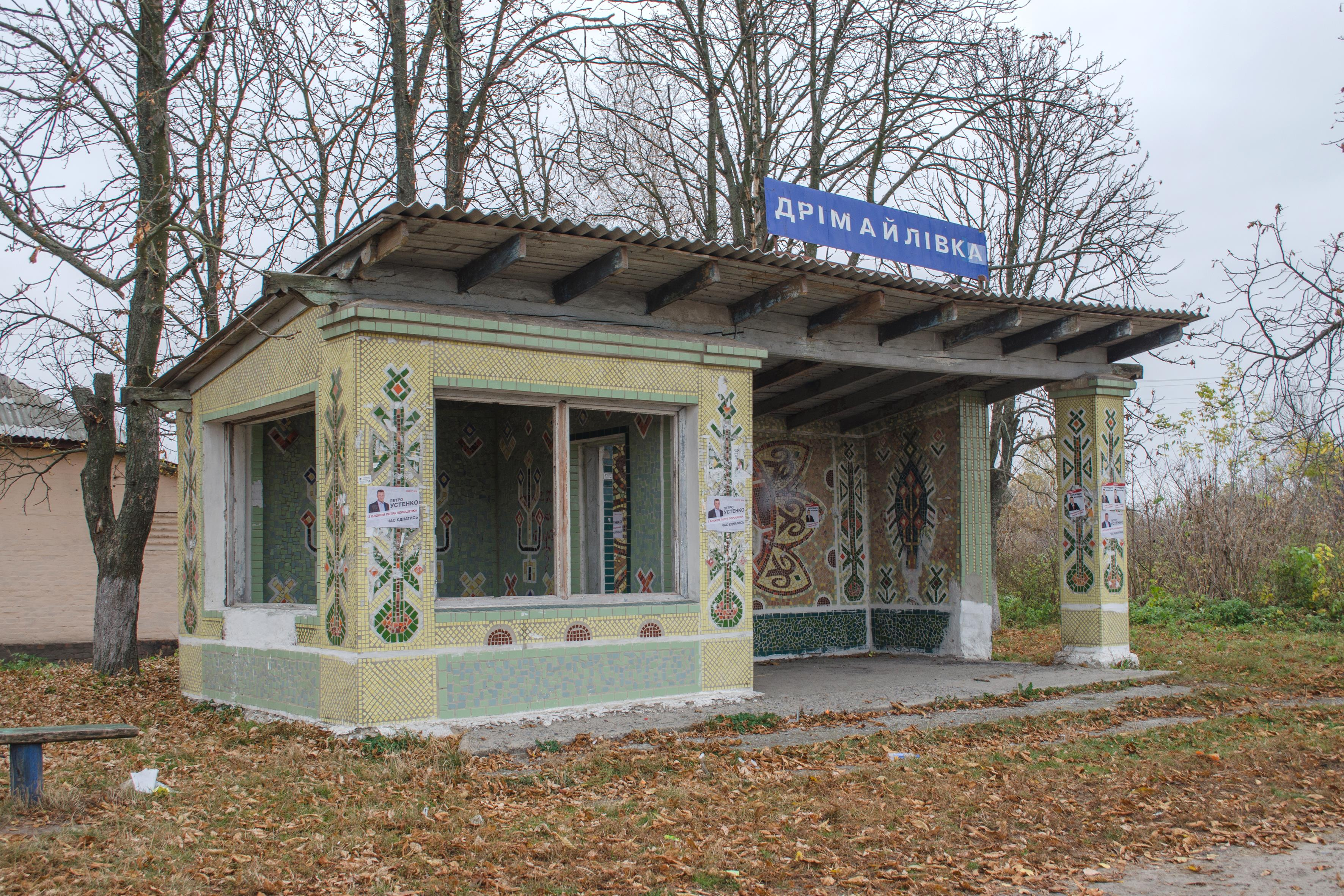
Автобусна зупинка
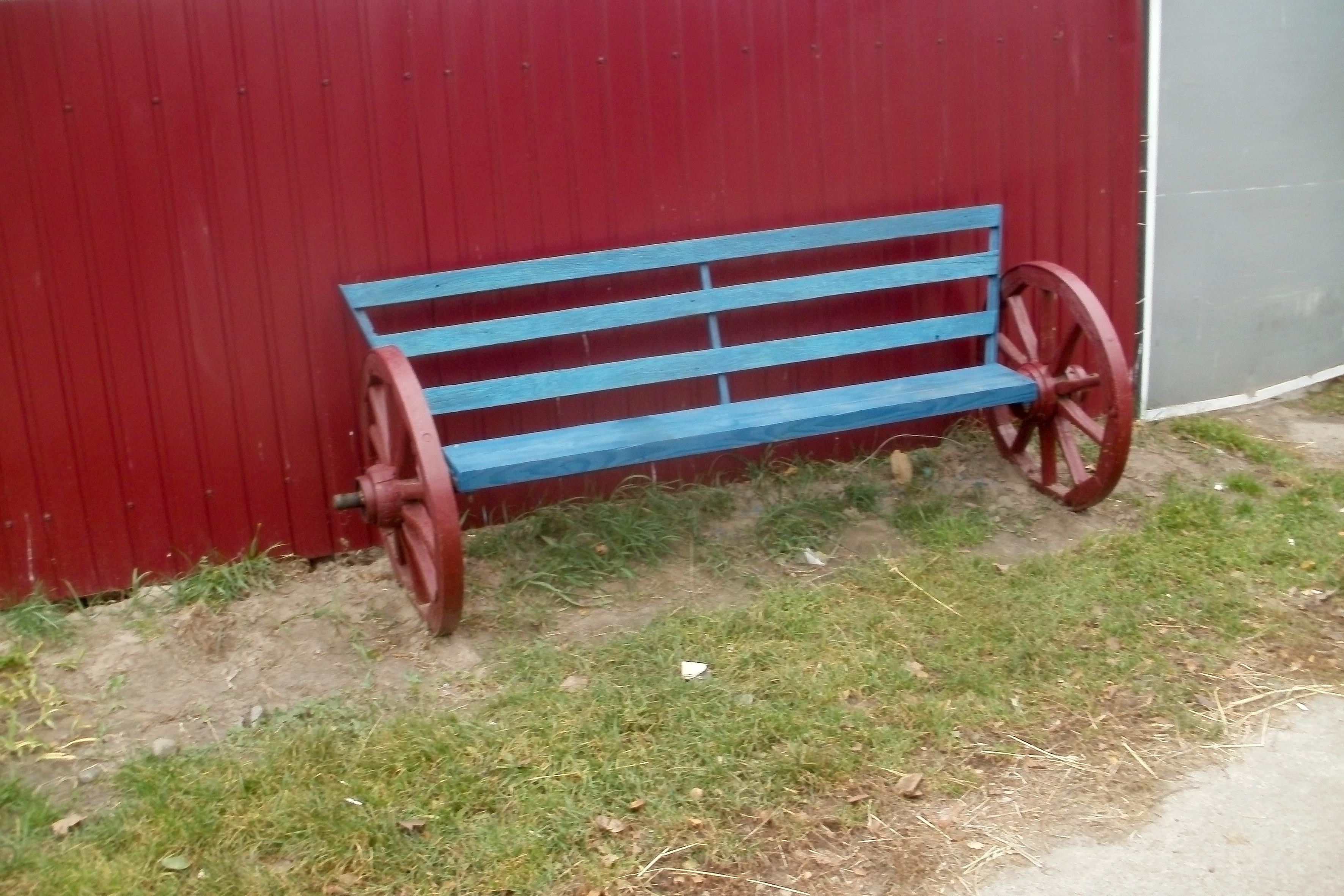
Лавка на колесах
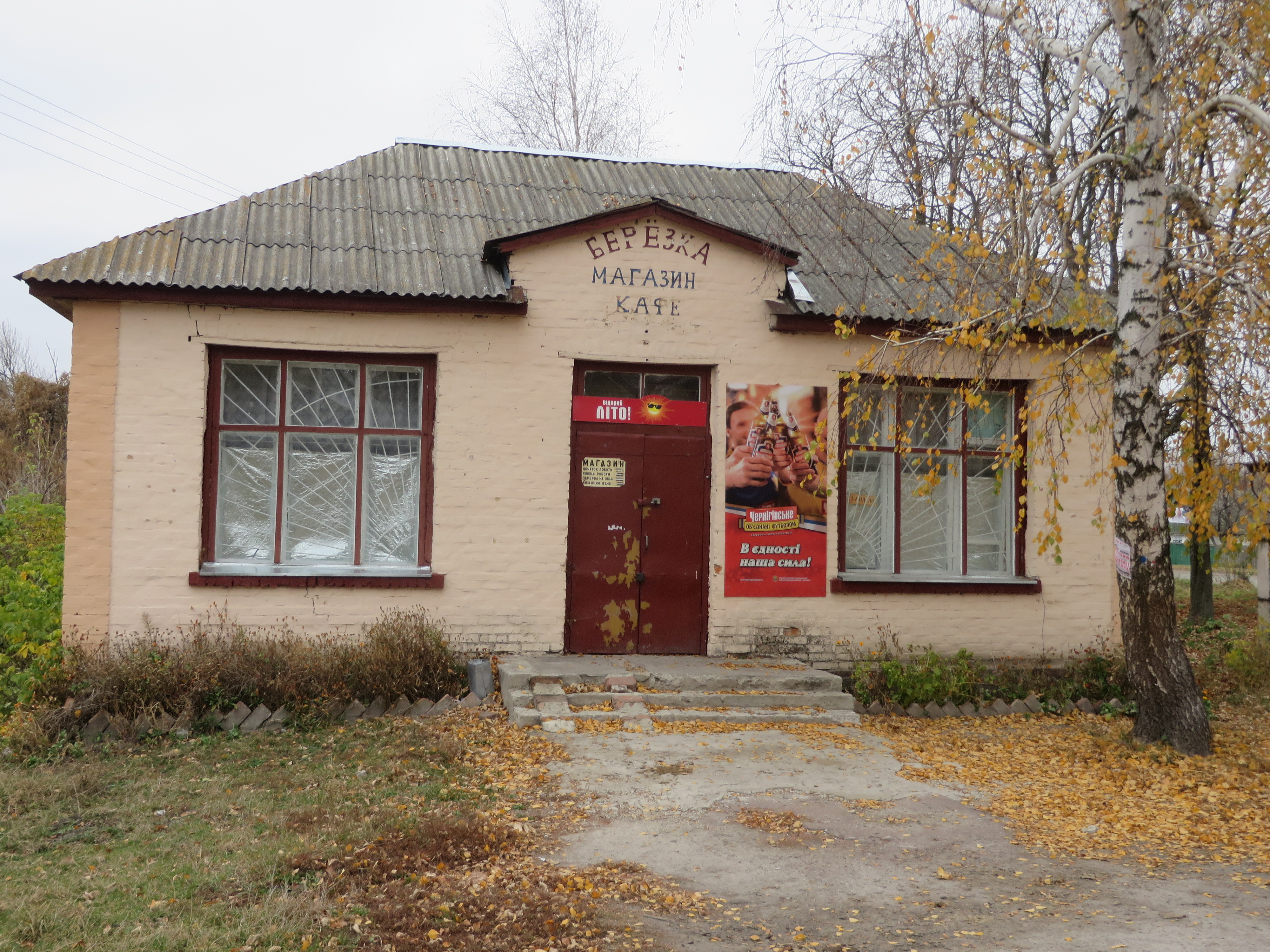
магазин-кафе
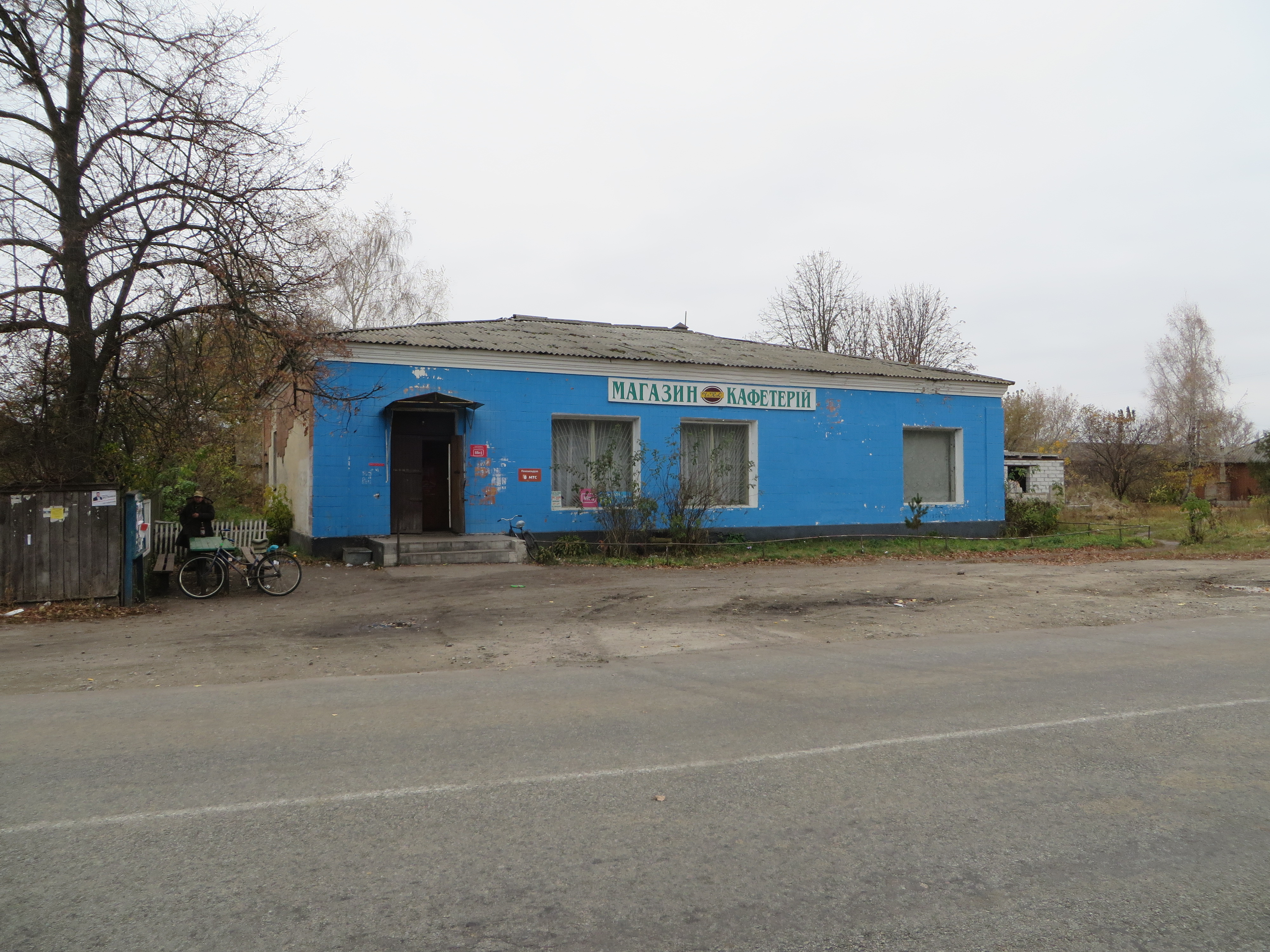
магазин-кафетерій
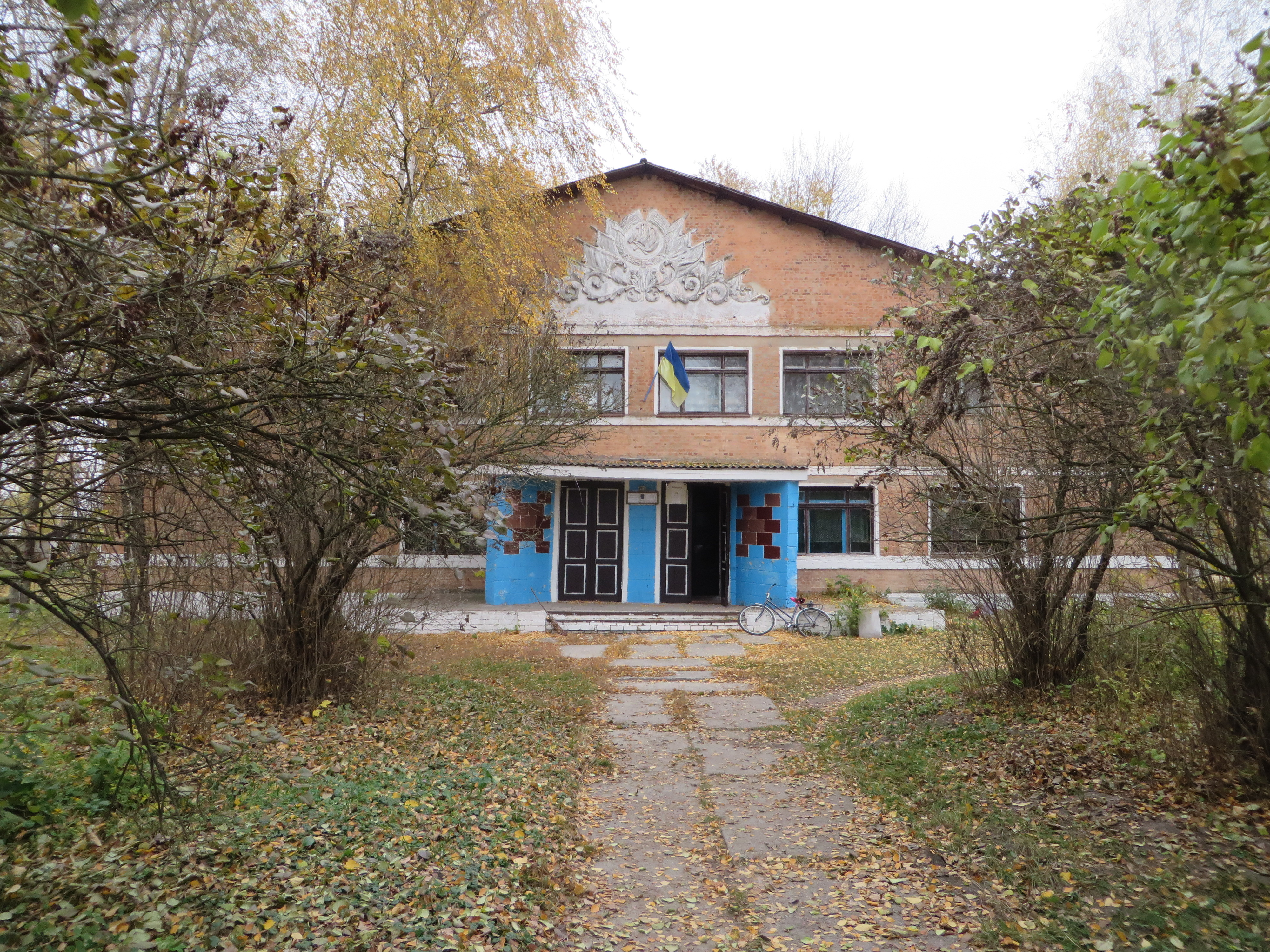
клуб
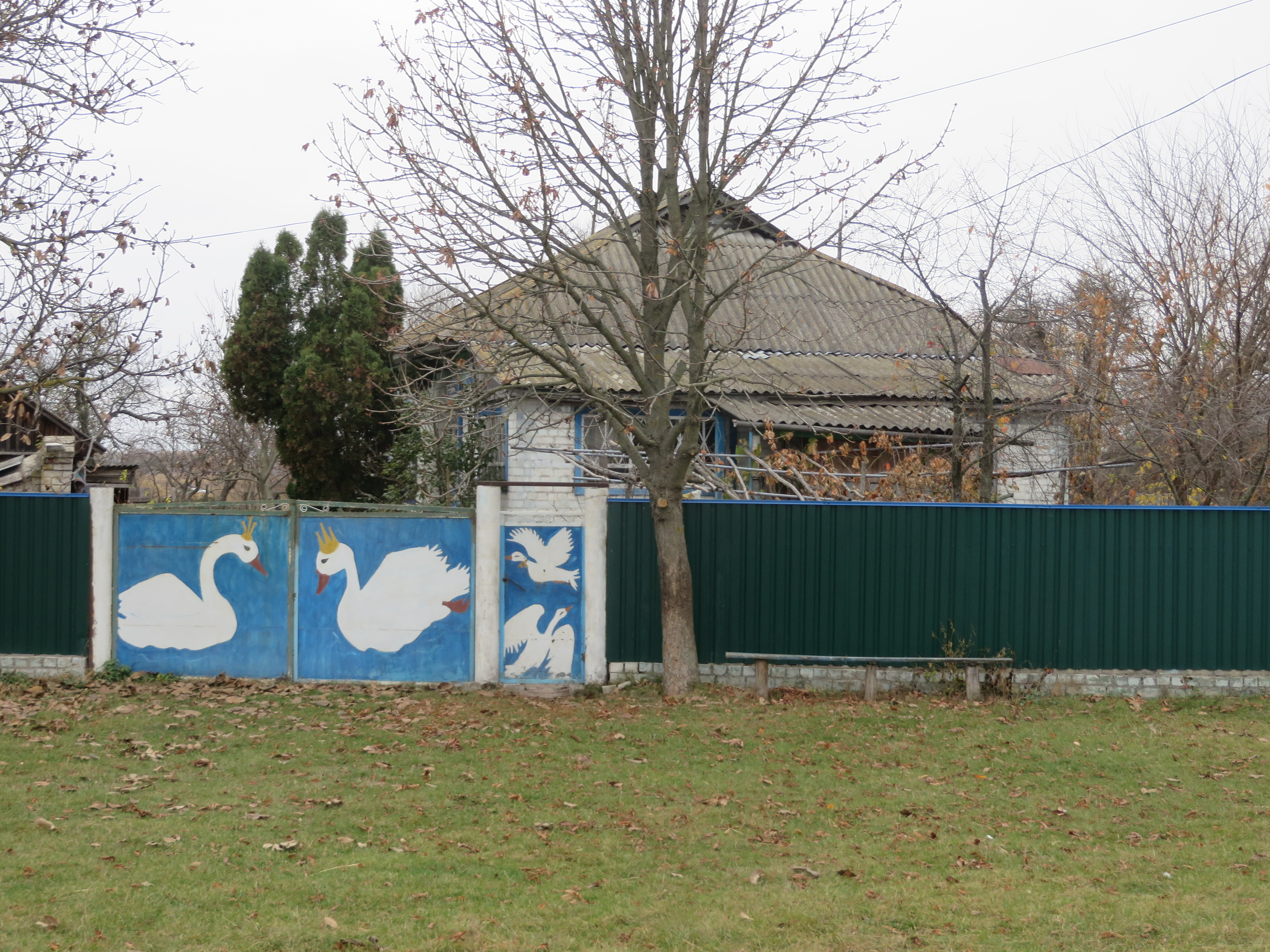
одна з типових хат на центральній вулиці
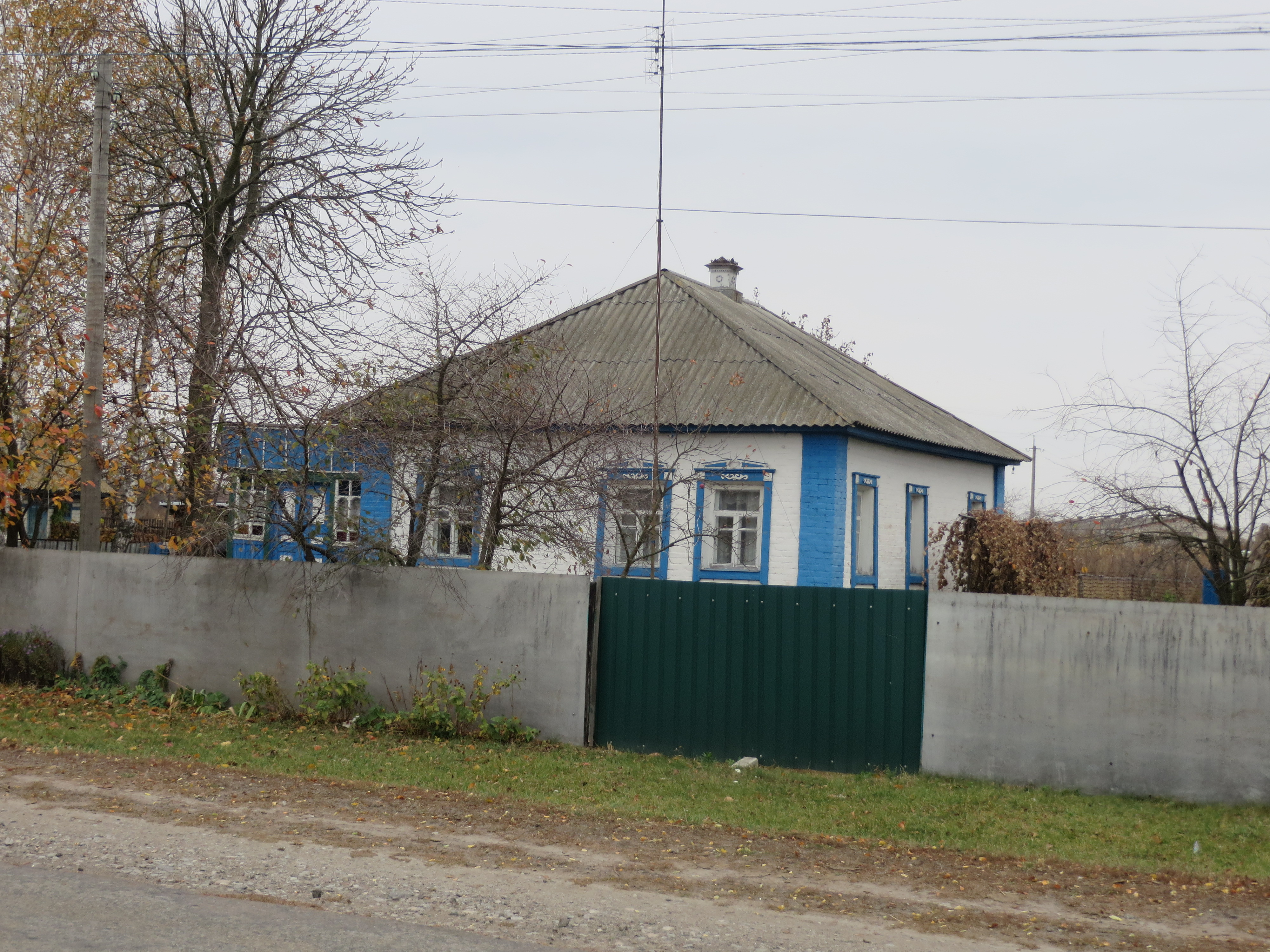
одна з типових хат на центральній вулиці
Сергій Парубець